# Lomatia inornata
Lomatia inornata är en tvåvingeart som beskrevs av Friedrich Hermann Loew 1854. Lomatia inornata ingår i släktet Lomatia och familjen svävflugor.
Artens utbredningsområde är Etiopien. Inga underarter finns listade i Catalogue of Life.